# منتخب جمهورية الدومينيكان لكرة القدم
منتخب جمهورية الدومينيكان لكرة القدم (بالإسبانية: Selección de fútbol de República Dominicana)‏ وهو المنتخب الوطني في جمهورية الدومنيكان ويديره اتحاد جمهورية الدومنيكان لكرة القدم. لم يسبق له التأهل إلى بطولة بطولة كأس العالم لكرة القدم. لا تعتبر لعبة كرة القدم المفضلة على عكس لعبة كرة القاعدة التي تحظى بشعبية كبيرة في البلاد.

## وصلات خارجية
- قائمة بيانات المنتخب من الموقع الرسمي للفيفا باللغة العربية